# Dianthus pyrenaicus
Espèce
L'Œillet des Pyrénées (Dianthus pyrenaicus) est une plante méditerranéenne herbacée de la famille des Caryophyllacées.
La floraison a lieu de juin à septembre.

## Liste des sous-espèces
Selon Tropicos (11 mai 2015) (Attention liste brute contenant possiblement des synonymes) :
- Dianthus pyrenaicus subsp. attenuatus (Sm.) M. Bernal, M. Laínz & Muñoz Garm. Synonyme : Dianthus pyrenaicus subsp. maritimus (Rouy) Kerguélen
- Dianthus pyrenaicus subsp. catalaunicus (Willk. & Costa) Tutin
- Dianthus pyrenaicus subsp. costae (Willk.) O. Bolòs & Vigo
- Dianthus pyrenaicus subsp. pyrenaicus